# دیلینجر (فیلم ۱۹۷۳)
«دیلینجر» (انگلیسی: Dillinger) فیلمی در ژانر سرقت به کارگردانی جان میلیوس است که در سال ۱۹۷۳ منتشر شد.

## بازیگران
- بن جانسون
- هری دین استنتون
- کلوریس لیچمن
- میشل فیلیپس
- جفری لوئیس
- ریچارد دریفوس
- فرانک مک‌ری